# Subtítol
|  | Aquest article tracta sobre la transcripció d'una obra escènica o audiovisual. Si cerqueu el subtítol d'un text escrit, vegeu «Titular». |

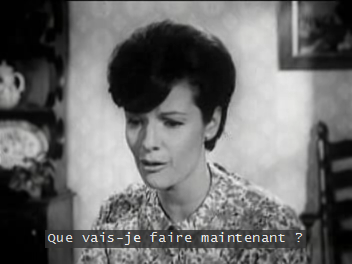
Anunci de Folgers subtitulat en francès.

Els subtítols són versions escrites del text d'una obra d'art escènica o audiovisual, que apareix al mateix moment en què s'està dient. De vegades no és exactament el mateix text, sinó que les frases estan una mica abreujades. Poden usar-se com a traducció; com a subtitulació en la mateixa llengua (SLS) -per a facilitar la comprensió a persones sordes o millorar l'alfabetització-; o com a recurs dramàtic, entre altres coses.
La subtitulació com una modalitat de la traducció audiovisual (TAV) consisteix a incorporar un text escrit (subtítols) en la llengua meta a la pantalla on s'exhibeix un producte en versió original, de manera que aquests subtítols coincideixin aproximadament amb les intervencions dels intèrprets. Les principals limitacions que troba la subtitulació són de tipus espacial-temporal.

## Orígens
El terme subtítol es va utilitzar per primer cop per fer referència als intertítols que acompanyaven a les pel·lícules mudes amb la intenció de fer-les més comprensibles per al públic. Encara que Eisenstein defensava la universalitat del llenguatge purament visual de la imatge cinematogràfica (va qualificar el cinema mut d'esperanto universal), el llenguatge verbal i el no verbal van interaccionar de manera estreta des de l'origen del cinema. Aquest primer ús del terme subtítol no té res a veure amb el concepte actual d'aquest. Els intertítols consistien en una o més paraules escrites sobre un fons que apareixia entre dos escenes d'una pel·lícula, habitualment caràcters blancs sobre fons negre. A l'hora d'exportar aquest material resultava fàcil tallar els fragments dels intertítols i substituir-los per altres en una llengua diferent, per la qual cosa aquesta tècnica es va imposar sobre diverses alternatives. Altra opció era mantindre els intertítols originals i afegir subtítols en la llengua meta.
Amb la incorporació del so al cinema l'any 1927, amb la pel·lícula The Jazz Singer, apareix el dilema de perdre una gran quantitat d'espectadors d'arreu del món que no poden comprendre la llengua que utilitzen els personatges. El primer intent de traducció audiovisual va consistir a realitzar versions subtitulades de les pel·lícules americanes en francès, alemany o castellà. La resta de països adquirien la versió més propera idiomàticament. És en aquest moment quan es va fer la diferenciació entre el terme subtítol i el terme intertítol.

## Tècnica
Els avenços tècnics permeteren que el públic s'acostumara a la postsincronització del doblatge, gravat en una pista independent que es projectava alhora que la banda sonora i les pistes de la imatge. Per tant, el doblatge va arribar a ser rendible econòmicament i interessant per als governs amb intenció de barrar el temut imperialisme americà. Doblar una pel·lícula equivalia a convertir-la en un producte nacional.
Però l'avantatge econòmic de la subtitulació continua existint. És considerada entre 10 i 20 vegades més barata que el doblatge, una causa perquè part d'Occident la preferisca. També la tècnica de la subtitulació ha avançat i s'ha anat simplificant des de les primeres inclusions del text en el mateix negatiu que la imatge. Es distingeixen diferents procediments:
- La subtitulació òptica: les traduccions en llengua meta es fotografiaven i es projectaven en diapositives alhora que els diàlegs de la versió original. Després es van fotografiar en una pel·lícula independent que es projectava sincronitzadament amb el film original. Finalment es van poder fotografiar a una pel·lícula de mida reduïda per a imprimir-los en la mateixa pel·lícula quan aquesta es copia del negatiu al positiu.
- Subtitulació mecànica: inventat per Leif Eriksen el 1930, consistia a mecanografiar els subtítols en l'emulsió protectora de la cinta de la pel·lícula.
- Subtitulació tèrmica: inventada per O. Turchányi, va substituir la subtitulació mecànica. El text es gravava sobre l'emulsió de la cinta en calfar les plaques amb el text.
- Subtitulació química: la cinta es cobria amb una capa de cera o parafina sobre la qual s'imprimien les lletres, calfades prèviament a 100º Celsius. S'atribueix la tècnica tant a R. Hruska com a Oscar I. Ertnaes. Aquest sistema, modernitzat, encara s'utilitza hui en dia.
- Subtitulació per làser: la més emprada a Europa, permet la precisió del raig làser, controlat per ordinador, que crema la pel·lícula sense fer-la gairebé gens malbé, de manera més ràpida i amb més qualitat i visibilitat dels caràcters. La va inventar Denis Aubboyer.
- Subtitulació electrònica: els subtítols s'emeten a una pantalla electrònica adjunta a la pantalla de cinema.

## Tipus

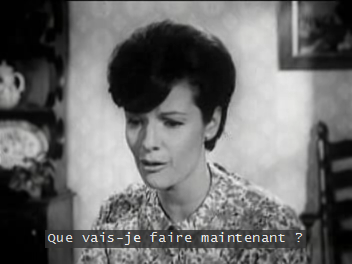
Fotograma amb subtítols en francès

En general, els subtítols es divideixen en captures en la mateixa llengua o en traduccions. Podem classificar la subtitulació atenent a diversos paràmetres.
- Criteris formals

- Subtitulació tradicional

- En frases completes: la més habitual.
- Reduïda: la trobem, per exemple, als telediaris, que presenten una síntesi de la informació.
- Bilingüe: cadascuna de les línies presenta el mateix text en una llengua diferent. Amb la digitalització gairebé desapareix aquest sistema, que pot tindre usos pedagògics.

- Subtitulació simultània: en casos molt concrets, com ara entrevistes en directe. Normalment la realitzen en equip un intèrpret i un mecanògraf que transmet directament a una pantalla la traducció. Es recolza en tècniques com l'estenotípia i el reconeixement de veu.
- Subtitulació automàtica

- Criteris lingüístics

- Subtítols intralingüístics: no es produeix canvi de llengua. Coneguts en anglès com captioning.

- SPS: subtitulació per a persones sordes o amb problemes de recepció auditiva. Presenta característiques pròpies: pot ocupar fins a 3 i 4 línies, canvia de color depenent de la persona que parla o l'èmfasi que hi posa en determinades paraules, incorpora tota la informació paralingüística imprescindible per a la comprensió del relat i per a recrear l'ambient (riures, aplaudiments, sorolls fora de camp...). A més, permet una major manipulació física, un desplaçament més a la dreta o a l'esquerra per tal de deixar clar quin personatge parla.
- Subtitulació didàctica: té usos pedagògics. L'estudiant pot reforçar allò que sent amb allò que llegeix i, fins i tot, fixar-se en la posició dels llavis. Aquests subtítols solen ser prou llargs, amb més repeticions de lèxic i formes gramaticals més pròximes a la transcripció literal de les converses que en altres tipus de subtitulació.
- Altra aplicació és “l'efecte karaoke”, la subtitulació de vídeos musicals i cançons per tal que l'espectador puga cantar seguint la música.

- Subtítols interlingüístics: el text passa d'una llengua a altra. Pel que fa als estudis, tradicionalment s'han tractat els subtítols interlingüístics com un tipus de traducció, mentre que els intralingüístics s'han considerat gairebé només com un suport per a la comunitat sorda.

- Criteris tècnics

- Subtítols oberts: estan predefinits i són inseparables al producte audiovisual
- Subtítols tancats: es donen als productes que ofereixen un menú de possibilitats respecte a l'idioma d'àudio o de la subtitulació.

### Subtítols en la mateixa llengua
Els subtítols en la mateixa llengua es destinen, sobretot, a servir d'ajuda a persones sordes o amb problemes auditius. Aquesta sort de subtítols de vegades s'edita per adaptar-ne el contingut a la durada de l'escena. En televisió, a través del teletext, podem trobar subtítols en temps real o fora de línia.
- En temps real. El fan servir programes amb un nivell d'improvisació elevat (debats, esports…)
- Fora de línia. Són subtítols més detallats, amb informació sobre el to de la conversa o identificador de participants, de manera que fa de molt bon seguir el fil de la conversa.

En televisió els subtítols funcionen de manera que quan anem a la pàgina de subtítols en el teletext, tota la pantalla es torna transparent excepte la part inferior que se superposa a la imatge del televisor, la qual cosa permet de veure amb comoditat els subtítols. Aquesta pàgina es va refrescant periòdicament actualitzant-ne el text.

### Subtítols de traduccions
Els subtítols també s'empren per traduir un diàleg d'una llengua estrangera a la llengua natiu per l'audiència. Sovint no són pas una traducció directa de la versió original, sinó que s'interpreta el que diuen i es reformulen els diàlegs. Així doncs, eviten que es continuï de llegir quan el personatge ja ha acabat de parlar. En aquest cas, també en podem trobar diverses divisions.
- En temps real. Quan sentim la veu d'un intèrpret que escolta i tradueix a l'instant per sobre de la veu original. És inevitable de trobar petits retards i alguns errors típics de la falta d'edició.
- fora de línia. Es fa servir quan hi ha temps per l'edició. Consisteixen en unes lletres que van sortint a la pantalla que representen el que sentim.

## Dades tècniques relacionades amb la subtitulació
- Les unitats de mesura dels subtítols són el peu i els fotogrames. Un peu són 16 fotogrames.
- Un “caràcter” i “matriu tipogràfica” s'usen com sinònims per a fer referència a una lletra, un número, un espai o un signe de puntuació.
- Un peu de pel·lícula equival a 10 caràcters escrits.
- Els subtítols poden confondre un màxim de dos línies de 28 a 40 caràcters d'amplària cadascun com a màxim (depèn del tipus de lletra i el programa de subtitulació emprat).
- Entre un subtítol i altre transcorren un mínim de quatre fotogrames, encara que varia segons el país i el laboratori.
- Convé repartir els subtítols llargs en dos línies per a facilitar la lectura.
- Les pel·lícules es divideixen, transporten i manipulen en “bobines”, fragments de 1 000 peus de longitud i uns 10 minuts de durada.
- En les llistes de subtítols el guió es divideix en bobines. La durada de cada subtítol s'indica amb un nombre X.YY on X són els peus i Y els fotogrames.
- Tots els caràcters no ocupen el mateix espai (una l no ocupa el mateix que una w).
- S'intentarà que els subtítols “contaminen” la imatge el mínim possible. Per això l'espai que ocupen es redueix a dos línies com a molt (amb excepcions).
- ELs subtítols han de projectar-se en la part inferior de la pantalla, encara que la posició pot variar per exigències de la imatge. De la mateixa manera, per tal de millorar la llegibilitat del text es pot modificar el color de la font, sempre que no s'use un codi de color per a cada personatge. També, en casos excepcionals, es pot projectar una caixeta de fons fosc.
- Si les dos línies del subtítol són de diferent llargària, es recomana que la més curta ocupe la posició superior per tal de contaminar la imatge el mínim possible.
- Sempre que siga possible, convé que el subtítol d'una línia romanga en la pantalla uns 4 segons, i el de dos línies uns 6 segons. * Cal adaptar la velocitat de pas dels subtítols al ritme de lectura de l'audiència a la qual es destinen.
- És necessària una pausa entre la projecció dels subtítols, breu però perceptible, perquè l'ull s' adone del canvi. Si no, continuarà fixant-se en altres punts de la pantalla. Aquesta pausa dura entre 4 i 6 fotogrames.

## Algunes normes ortotipogràfiques
- L'ortografia ha de ser correcta, cal respectar la norma i donar preferència a les veus i grafies pròpies de la llengua meta.
- El temps de lectura és limitat, cal usar expressions comprensibles i desxifrables en eixe temps.
- Cal equilibrar la llargària de les dos línies del subtítol, dividint el text en unitats oracionals lògiques.
- Si canvia el pla cal canviar el subtítol (l'espectador tornarà a llegir-lo instintivament si es manté).
- Si dos personatges parlen simultàniament comparteixen subtítol. En un diàleg, en la línia superior s'indica qui parla primer. * * S'usa guió en lloc de ratlla (és més curt).
- Cal fer servir abreviatures sempre que no confonguen l'espectador o alenteixen la lectura.
- Els textos inserits i els títols s'escriuen en lletres majúscules. Mai s'usen versaletes.
- La lletra cursiva només s'empra per a indicar les veus en off dins d'una seqüència, veus en off emeses per qualsevol aparell (telèfon, ràdio, televisor…), la lletra de les cançons i expressions foranes.
- Les cometes normals («») sinó les angleses (“”). S'usen per a les expressions no normatives, inventades o pronunciades incorrectament; per a citar referències bibliogràfiques i literàries, títols de publicacions o noms de determinats conceptes especials, així com per a les cites o frases llegides per personatges.
- Només s'usen els punts suspensius inicials si abans n'hi ha un silenci prolongat i està tallat el començament de la frase. Alguns laboratoris afegeixen punts suspensius finals per a indicar que la frase continua en el següent subtítol, excepte si la frase acaba en coma, dos punts o punt i coma. La majoria dels laboratoris només usen els punts suspensiu per a indicar omissions o el·lipsis.
- No és recomanable combinar signes exclamatius i interrogatius degut a la confusió que pot provocar a l'espectador (¿!).
- No s'ha d'iniciar el subtítol amb un guarisme.
- Si el subtítol té només una línia es posarà baix.

## Algunes normes d'estil
- Cal sintetitzar el màxim possible.
- A vegades pot ser recomanable canviar el sentit de les frases (d'afirmatiu a negatiu, d'interrogatiu a negatiu...).
- Cal conservar la rima o el ritme sempre que siga possible.
- Convé buscar la manera de transmetre els matisos de la pronúncia, el to de veu, l'estat anímic, la ironia... És un dels majors reptes de la subtitulació.

## Raons per a la preferència de la subtitulació o el doblatge
Són diverses i es troben interconnectades. Destaquen: el grau d'alfabetització, raons polítiques (proteccionisme), raons econòmiques, la tradició i, finalment, criteris artístics. Aquests darrers han centrat tota l'atenció a les discussions, però per a diversos autors no tenen massa importància.
El primer obstacle per a l'acceptació de la subtitulació es troba relacionat amb l'alfabetització del públic. Diversos factors (polítics, religiosos, climàtics...) han dibuixat una línia divisòria que separa Europa en dos grans blocs pel que fa a la velocitat i el grau d'alfabetització de la població. Cal un elevat nivell d'alfabetització perquè la subtitulació s'impose. Tot i això, aquest no és l'únic factor determinant. Les llengües minoritàries (small languajes) van mostrar major predisposició a acceptar els films estrangers subtitulats, mentre que les majoritàries adoptaren immediatament polítiques de protecció lingüística (especialment allà on prenien força els nacionalismes de caràcter feixista).
El procés de la subtitulació és menys costós que el del doblatge. Es contracta un estudi de subtitulació i un traductor especialitzat realitza la traducció. L'estudi, amb aquesta traducció, s'encarregarà de l'edició, és a dir, d'incorporar la traducció dels diàlegs en subtítols a la pel·lícula original. Per tant, s'entén que països amb majors medis econòmics optaren pel doblatge i deixaren de banda la subtitulació. Avui encara trobem raons econòmiques per a decidir si un film se subtitula o es dobla. El cinema amb vocació comercial, especialment el nord-americà, sol doblar-se. Busca majors beneficis en taquilla. Per contra, el cinema d'art i assaig, el material més proper a adjectius com “independent” o “reflexiu”, se sol subtitular. Les sales on es projecta són més menudes, el nombre d'espectadors (i les recaptacions) menors. El fet que un material es doble o se subtitule predisposa a una sèrie d'actituds en els espectadors.
Als països on predomina el doblatge la subtitulació és cada cop més popular. La demanda d'escoltar les pel·lícules en versió original no és exclusiva de les elits, sinó més aviat de sectors joves amb coneixement d'altres llengües i consciència de la diversitat cultural existent al planeta.
La tradició i l'hàbit són un dels principals factors perquè les generacions actuals que han crescut consumint material audiovisual doblat o subtitulat preferisquen un sistema de o l'altre, sense cap raó fruit d'una reflexió personal.
Optar per la subtitulació és, bàsicament, mantindre intactes els diàlegs i el so originals. Els subtítols només sintetitzen el missatge original, no són una transcripció del text original, de manera que es produeix una pèrdua d'informació. Però es compensa amb allò que l'espectador pot extreure de la interpretació original del text que fan els actors a la pel·lícula.

## Formats de subtítols

### Subtítols prerenderitzats
Són el tipus de subtítols que s'utilitzen als DVD. Es tracta d'imatges que se superposen al vídeo original durant la reproducció. En aquest cas sí que és necessari que el reproductor suporti el format utilitzat per poder reproduir-los.

#### VobSub (.sub+.idx)
Els VobSub són els que s'utilitzen als DVDs. Aquest format es basa en imatges que després s'incrustaran al vídeo. Tenen una precisió d'1 mil·lisegon i se sincronitzen a partir del temps de reproducció que ha transcorregut.

### Subtítols tancats (softsubs en anglès)
Instruccions separades. Solen ser un text marcat amb els temps perquè sigui sincronitzat amb la reproducció. Són fàcilment editables a partir de l'arxiu de text, o bé a partir de qualsevol programa per crear subtítols, encara que l'estil sempre s'ha de mantenir fix.

#### SubRip (.srt)
```
55
00:07:14,500 --> 00:07:18,500
...Per què no pots veure...
la bellesa d'aquest lloc?

56
00:07:18,833 --> 00:07:20,750
La manera com funciona.

57
00:07:20,875 --> 00:07:24,000
Com és de perfecte.

58
00:07:24,083 --> 00:07:27,417
No, Proog, no ho veig.

59
00:07:27,542 --> 00:07:30,333
No ho veig perquè no hi ha res.

60
00:07:31,500 --> 00:07:35,333
Per què coi hauria de
creure-m'ho si no hi és?

```

Com podem veure, el format SubRip és molt fàcil d'editar. Potser per aquest motiu, és un dels més utilitzats i el que ofereix més compatibilitat amb els reproductors. A més té una precisió prou elevada, d'1 mil·lisegon.
A l'hora de modificar l'estil, s'ha de fer a través de codi, d'una manera semblant al codi HTML..
Tal com passa amb la resta de subtítols tancats, la sincronització d'aquests es fa per temps escolat, en indicar el temps a partir del moment que apareix el diàleg fins que ha de desaparèixer.

#### SubViewer (.sub)
```
[INFORMATION]
[TITLE]
[AUTHOR]
[SOURCE]
[PRG]
[FILEPATH]
[DELAY]0
[CD TRACK]0
[COMMENT]
[END INFORMATION]
[SUBTITLE]
[COLF]&HFFFFFF,[STYLE]bd,[SIZE]24,[FONT]Tahoma

00:07:14.50,00:07:18.50
...Per què no pots veure...[br]la bellesa d'aquest lloc?

00:07:18.83,00:07:20.75
La manera com funciona.

00:07:20.87,00:07:24.00
Com n'és de perfecte.

00:07:24.08,00:07:27.41
No, Proog, no ho veig.

00:07:27.54,00:07:30.33
No ho veig perquè no hi ha res.

00:07:31.50,00:07:35.33
Per què coi hauria de[br]creure-m'ho si no hi és?

```

A diferència dels.srt, en aquest format podem introduir metadades, com poden ser títol, nom de l'autor, comentaris..
Així com passa amb SubRip, per sincronitzar els diàlegs amb el vídeo s'han d'anar modificant els valors d'entrada i sortida segons la durada. També en aquest cas la precisió és de 10 mil·lisegons.
Pel que fa a l'aparença, no podrem editar-la totalment, encara que podem modificar característiques menors (font, mida de la lletra, estil..).

#### (Advanced) SubStation Alpha (.ssa o.ass)
```
[Script Info]
ScriptType: v4.00+
Collisions: Normal
PlayResX: 384
PlayResY: 288
Timer: 100.0000

[V4+ Styles]
Format: Name, Fontname, Fontsize, PrimaryColour, SecondaryColour, OutlineColour, BackColour, Bold, Italic, Underline, StrikeOut,
 ScaleX, ScaleY, Spacing, Angle, BorderStyle, Outline, Shadow, Alignment, MarginL, MarginR, MarginV, Encoding
Style: Default,Tahoma,24,&H00FFFFFF,&H00FFFFFF,&H00FFFFFF,&H00C0C0C0,-1,0,0,0,100,100,0,0.00,1,2,3,2,20,20,20,1

[Events]
Format: Layer, Start, End, Style, Actor, MarginL, MarginR, MarginV, Effect, Text
Dialogue: 0,0:07:14.50,0:07:18.50,Default,,0000,0000,0000,,...Per què no pots veure...\Nla bellesa d'aquest lloc?
Dialogue: 0,0:07:18.83,0:07:20.75,Default,,0000,0000,0000,,La manera com funciona.
Dialogue: 0,0:07:20.87,0:07:24.00,Default,,0000,0000,0000,,Com n'és de perfecte.
Dialogue: 0,0:07:24.08,0:07:27.41,Default,,0000,0000,0000,,No, Proog, no ho veig.
Dialogue: 0,0:07:27.54,0:07:30.33,Default,,0000,0000,0000,,No ho veig perquè no hi ha res.
Dialogue: 0,0:07:31.50,0:07:35.33,Default,,0000,0000,0000,,Per què coi hauria de\Ncreure-m'ho si no hi és?

```

En aquest cas, podem triar amb més llibertat el format dels subtítols variant-ne característiques com la font, l'espai entre caràcters, el color, l'anglada o l'ombratge.
Com podem veure a la capçalera del codi, es poden introduir metadades, encara que no tant detallades com al format SubViewer (.sub). També en aquest format es treballa amb una sincronització a partir del temps escolat i una precisió de 10 mil·lisegons.

#### Structured Subtitle Format (.ssf)
El format Structured Subtitle Format, a diferència dels anteriors, no es basa en un text sinó que el seu codi és en format XML. El fet d'haver de tenir coneixements sobre el llenguatge de programació, dificulta que els afeccionats puguin crear-ne.

### Subtítols oberts (hardsubs en anglès)
S'"incrusten" al vídeo. Aquesta mena de subtítols no requereixen un programa especial per reproduir-los, però com que són incrustats no es poden treure.

## Programes informàtics i subtítols
Hi ha programes adaptats per a l'escriptura còmoda de subtítols, programes reproductors de vídeo que permeten de fer simultani un fitxer de vídeo amb un fitxer de subtítols, i programes d'edició de vídeo que permeten d'incloure pistes de subtitulatge provinents d'un fitxer extern o amb eines pròpies per al tractament de subtítols.

### Escriure fitxers de subtitulació
- Gaupol Arxivat 2009-03-04 at the Library of Congress (GPL) accepta els formats:

SubRip (.srt)
MicroDVD (.sub)
Substation Alpha (.ssa) - parcialment
Advanced Substation Alpha (.ass) - parcialment
MPsub (MPlayer subtitle)
SubViewer 2.0
MPL2
TMPlayer
- Gnome Subtitles Arxivat 2008-04-17 a Wayback Machine. (GPL) suporta els formats:

SubRip (.srt)
MicroDVD (.sub)
Substation Alpha (.ssa)
Advanced Substation Alpha (.ass)
MPsub (MPlayer subtitle)
MPlayer
MPlayer 2
SubViewer 1.0
SubViewer 2.0
Adobe Encore DVD
DKS Subtitle Format
Karaoke Lyrics LRC
Karaoke Lyrics VKT
Panimator
Phoenix Japanimation Society
Power DivX
- Subtitle Editor (GPL) suporta els formats:

SubRip (.srt)
MicroDVD (.sub)
Substation Alpha (.ssa)
Advanced Substation Alpha (.ass)
MPsub (MPlayer subtitle)
SubViewer 2.0
MPL2
Plain-Text
Adobe Encore DVD
- KSubtile (GPL) suporta els formats:

SubRip (.srt)
- Tea suporta els formats:

SubRip (.srt)

### Reproducció de vídeo
- Kaffeine Arxivat 2008-05-25 a Wayback Machine. (GPL) suporta els formats:

SubRip (.srt)
MicroDVD (.sub)
Substation Alpha (.ssa)
.smi
.asc
.txt
- VLC media player (GPL) suporta els formats:

SubRip (.srt)
MicroDVD (.sub)
Substation Alpha (.ssa)
SubViewer
VobSub (pista d'imatges)
Sami
- MPlayer (GPL) suporta els formats:

SubRip (.srt)
MicroDVD (.sub)
Substation Alpha (.ssa)
MPsub (MPlayer subtitle)
SubViewer
VobSub (pista d'imatges)
OGM
CC (closed caption)
Sami
VPlayer
RT
PJS (Phoenix Japanimation Society)
AQTitle
JACOsub

### Edició de vídeo
- DVDauthor - Spumux (GPL) suporta els formats:

SubRip (.srt)
MicroDVD (.sub)
Substation Alpha (.ssa)
Advanced Substation Alpha (.ass)
.smi
.rt
.txt
.aqt
.jss
.js
Per a DVDauthor hi ha interfície d'escriptori, com Q-DVDAuthor (SubRip - *.srt) o DVDStyler
- Subtitler de Cinelerra Arxivat 2008-04-11 a Wayback Machine. suporta els formats:

SubRip (.srt)
- Avidemux (GPL) suporta els formats:

SubRip (.srt)
Advanced Substation Alpha (.ass)
VobSub (pista d'imatges)

## Censura
Tipus de censura:
1. Per qüestions polítiques: es dona quan el govern d'un determinat país decideix que termes o expressions deuen desaparèixer de la versió doblada o subtitulada. És el cas de la censura que es va donar durant el franquisme a Espanya.
2. Per qüestions culturals: es dona quan els estudis de doblatge decideixen quins termes són adequats i quins no. Per exemple, a l'hora de traduir certes expressions vulgars o que no son culturalment acceptables per al públic d'una determinada zona.
3. Per qüestions religioses: per exemple, a l'Índia no està permès beure alcohol per qüestions religioses. Així, si a un diàleg apareguera l'expressió “beure whisky” segurament aquesta es canviaria.
4. Autocensura: es dona quan els mateixos traductors modifiquen directament les seues traduccions perquè saben que aquestes van a ser revisades i canviades. Aquesta modificació es porta a terme entre la preproducció i la postproducció.

### El cas espanyol
Els primers exemples de censura a la cinematografia espanyola els trobem a partir de la creació de la Junta Superior de Censura Cinematogràfica el 18 de novembre de 1937. A aquesta època la gran majoria de pel·lícules projectades eren estrangeres i per aquesta raó els censors prompte feren acte de presència a l'hora de revisar la seua traducció.
Els objectius principals que perseguia la censura eren, per una part, mantindre una moralitat decent i, per altra, evitar la introducció d'ideologies polítiques dissonants amb el règim franquista. Aquests objectius coincidien plenament amb els de la censura a l'Alemanya de Hitler o a la Itàlia de Mussolini. Així, mentre a Alemanya es va fomentar l'ús del doblatge com una manera de crear treball per a actors desocupats, a Itàlia es va crear la Llei de Defensa de l'Idioma l'any 1938. Emulant aquesta llei impulsada per Mussolini a Itàlia, el Ministeri d'Indústria i Comerç espanyol promulgà el 23 d'abril de 1941 una ordre ministerial per la qual quedava prohibida la projecció cinematogràfica en qualsevol altre idioma que no fora l'espanyol. Segons aquesta “llicència de doblatge” sols es podrien projectar pel·lícules en idiomes estrangers amb l'autorització del Sindicat Nacional de l'Espectacle i del mateix Ministeri d'Indústria i Comerç. Açò significava la mort de la subtitulació a la cinematografia espanyola.
El 31 de desembre de 1946 les protestes dels intel·lectuals espanyols contra l'abús del doblatge, que havia provocat la preeminència de les obres estrangeres front a la producció autòctona, junt amb els intents de llavat de cara del govern franquista per tal de desvincular-se dels seus lligams amb els vençuts feixismes europeus permeteren derogar l'ordre ministerial que feia obligatori el doblatge. Tot i això, la subtitulació no aconseguiria guanyar-se el favor del públic i el doblatge continua essent la forma preferida als nostres dies.
És important assenyalar que l'any 1955 les distribuïdores nord-americanes només podien vendre 80 pel·lícules a l'any a Espanya. D'aquestes 80 pel·lícules, 68 havien de ser doblades i les altres 12 subtitulades (Danan 1991:611). A finals de la dècada dels seixanta va ser quan les pel·lícules subtitulades començaren a tindre una audiència considerable. Tenint en compte aquest retard en l'assimilació de la subtitulació per part del cinema espanyol, resulta evident que la censura fou més suau que en el cas del doblatge. A més, la majoria de les pel·lícules subtitulades eren anomenades “d'art i assaig” i estaven dirigides a un públic prou reduït i amb pocs coneixements d'idiomes estrangers (al batxillerat s'ensenyava normalment el francès i no l'anglès), per la qual cosa el govern franquista no es preocupava massa.
En 1951, García Escudero, Director General de Cinematografia i Teatre, afirmava que les pel·lícules subtitulades no estaven sotmeses a una censura estricta i que aquestes havien suposat una via d'escapada a la censura franquista (Ballester 1999:133-134). Un exemple d'aquesta censura light es pot observar a la pel·lícula Cuerno de Cabra de Koziag Rog. Aquesta pel·lícula búlgara subtitulada va tindre un gran èxit gràcies a la poca atenció que la censura espanyola li va prestar (Calvo 2000:61). També trobem exemples que demostren fins on la censura de les pel·lícules subtitulades podia arribar a ser ridícula. Aquest és el cas de la pel·lícula Deserto Rosso (Desierto Rojo)de Michelangelo Antonioni, on un “andiamo a fare l'amore” del protagonista era subtitulat com “vamos a dar una vuelta” (apud Fuente 1995).
La censura fou suprimida amb l'arribada de la democràcia. Així, l'any 1977 el Ministeri de Cultura va introduir una esmena a la Llei de Reforma política de 1976 que va acabar definitivament amb la censura. Finalment, la Constitució de 1978 posà punt final a la censura a Espanya tal com aquesta havia sigut coneguda durant anys, tot i que encara queden alguns espais reduïts on aquesta es fa efectiva.

## Procediment
Les principals diferències respecte al procés de doblatge és que hi intervé un grup menor de persones i que la traducció del text es respecta més, ja que no cal sincronitzar-la amb els llavis dels actors. A més, el procediment és menys costós econòmicament parlant. En el cas de la televisió, l'estudi de subtitulació encarrega a un traductor que treballe sobre el text pautat i entregue una traducció amb indicacions en cada escena del codi de temps d'entrada del primer subtítol en cada escena. Un tècnic editarà els subtítols (encara que també pot fer-ho el traductor) de manera sincronitzada. Per al cinema pot resultar més elaborat.
Xosé castro Roig considera que n'hi ha 5 passes en el procés de la subtitulació: localització (spotting, també anomenada fonolocalització o procés de pautar), traducció, adaptació, simulació i impressió. Però la majoria d'autors n'afegeix altres. Per a Fernanda Leboreiro Enríquez i Jesús Poza Yagüe, les fases són:
1. Telecinatge: realització de còpies que faran de suport per a les tasques de subtitulació (i altres elaboracions).
2. Localització: anotació dels codis de temps d'entrada i eixida que guiaran la inserció dels subtítols.
3. Traducció i adaptació. La traducció es veu especialment limitada per l'espai i el temps, principals consideracions de l'especialista.
4. Simulació: es projecta la pel·lícula alhora que els subtítols i el client té la possibilitat d'opinar i aportar modificacions.
5. Impressió amb làser i rentat (per a retirar la pols que es genera en el moment de la impressió i que enfosqueix el subtítol), o qualsevol altra tècnica. La introducció del DVD i tècniques digitals modifica els procediments.
6. Per a finalitzar, el visionat i l'expedició o lliurament al client. Les empreses de subtitulació arxiven les versions originals amb les subtitulacions realitzades.

## Curiositats
- A Bèlgica trobem un cas de bilingüisme força especial. En cada ciutat s'ofereixen subtitulacions en francés o flamenc, segons la llengua parlada en cada lloc. A Brussel·les, on les dues llengües són oficials, la televisió analògica ofereix doble subtitulació, de manera que un terç de la pantalla queda pràcticament cobert pels subtítols. Amb l'arribada de la TDT, que permet a l'espectador de seleccionar l'opció preferida, açò s'ha resolt.

- És habitual la confusió entre les diferents menes de subtitulació intralingüística. El material subtitulat ha augmentat considerablement els darrers anys, especialment gràcies als avenços tecnològics. Els suports audiovisuals presenten cada cop més capacitat, de manera que s'hi poden incloure més pistes d'àudio i de subtítols. En països dobladors com ara Espanya, Alemanya, Àustria, França o Itàlia les persones sordes o amb deficiència auditiva han tingut complicat durant molt de temps l'accés als continguts audiovisuals. Fins i tot als països amb major tradició subtituladora, com poden ser Portugal, Grècia o els països escandinaus, aquest públic ha consumit els mateixos subtítols interlingüístics que els espectadors oients, els quals són totalment inapropiats per a les seues necessitats, ja que no incorporen la càrrega d'informació paralingüística indispensable. El llarg període que ha estat produint-se aquesta confusió i l'augmentació del grau de consciència respecte a aquests grups ha conduït a un procés d'hibridació. Podem trobar solucions pròpies de la SPS en subtítols per a oients, com l'ús de diferents colors o d'emoticones. També és important de continuar reivindicant la presència de la SPS a les sales de cinema. Cal pensar que les persones sordes o amb problemes auditius tenen barrada l'assistència a les estrenes (fins i tot de productes nacionals) i han d'esperar mesos fins a l'aparició del material en DVD. A l'Estat espanyol, les estrenes de pel·lícules estrangeres subtitulades són ben minses, les quals, com s'ha vist, no tenen en compte les necessitats particulars d'aquest sector de població.

- S'ha fet un important esmerç de temps i diners per a desenvolupar la traducció automàtica, però encara no s'han assolit els resultats esperats. S'ha engegat una sèrie de projectes força interessants, com ara el VisiCast, que fa servir un avatar, una figura humana virtual que simula dur a terme les tasques d'un intèrpret virtual. L'objectiu és de poder convertir, en el futur, els subtítols de teletext en llenguatge de signes animat. Un altre projecte és el programa Musa (Multilingual Subtitling of Multimedia Content), que detectarà l'inici i l'acabament dels diàlegs per tal de segmentar els diàlegs en subtítols i aquests en línies a les quals assignarà temps d'entrada i d'eixida i en proposarà una traducció a un idioma particular.

- Els avenços tecnològics i l'aparició de programes informàtics de subtitulació assequibles i gratuïts han afavorit l'aparició del que podríem considerar un nou tipus de subtitulació: el fansub. Es diferencia de la resta pel fet de ser una forma pròpia de la Xarxa i per la condició dels traductors: no són, en molts casos, especialistes formats, sinó aficionats consumidors del producte traduït. En desconèixer la normativa, les traduccions són més instintives, creatives i individualistes. És més habitual, però, trobar errades de tota mena als fansubs que a les traduccions realitzades per professionals. Altra dada important és que és una activitat desinteressada, sense ànim de lucre. El subbing (manera preferida d'anomenar-lo, en comptes de subtitling) es va encetar als anys 80 amb la popularitat dels anime japonesos. La intenció era de saltar l'obstacle que imposava la barrera idiomàtica i la feble distribució d'aquesta mena de vídeos.